# Teemu Pukki
Teemu Pukki (Kotka, 29 de març de 1990) és un futbolista finès, que ocupa la posició de davanter.
Després de destacar al club finès del KooTeePee, el gener del 2008 signa amb el Sevilla FC, que l'incorpora al seu juvenil. A l'any següent puja al Sevilla Atlético, que jugava a Segona Divisió.
Eixa mateixa temporada debuta amb el primer equip a la màxima categoria, el gener de 2009 davant el Racing de Santander.

## Internacional
Pukki debuta amb la selecció finesa el febrer del 2009, en un partit contra el Japó.